# Nålebæger
Nålebæger (Thesium) er en planteslægt. Den har følgende arter:
| Arter |

- Alpe-Nålebæger (Thesium alpinum)
- Hørbladet Nålebæger (Thesium ebracteatum)